# Genuíno Madruga
Genuíno Alexandre Goulart Madruga ComIH (São João, Lajes do Pico, Ilha do Pico, Açores, Portugal, 1950), é um  pescador, empresário e navegador, mais conhecido por ter sido o primeiro Português que, navegando em solitário à Volta do Mundo, cruzou o Cabo Horn a 24 de janeiro de 2008, navegando do Atlântico para o Pacífico.

## Biografia

### Primeiros tempos
Genuíno Madruga, nasceu no dia 09 de dezembro de 1950 na freguesia de São João, Lajes do Pico, Ilha do Pico, Açores, mas ainda criança veio viver para a cidade da Horta (Ilha do Faial). Em 1962, com a idade de 12 anos, fez-se pescador, após construir a sua primeira embarcação a remos, uma chata com 2,6 metros com tábuas de caixote que ia pedindo aos comerciantes e pregos que ia comprando com o dinheiro que ia ganhando. O serrote e o martelo tinham sido oferta do pai. As suas embarcações foram sendo sucessivamente substituídas por outras mais apetrechadas.
Casou, e a sua esposa, Estela, tornou-se a primeira mulher a obter a cédula marítima na Capitania da Horta para poder ajudar o companheiro, e pai dos dois filhos a ganhar o sustento da família no mar.

### Funções cívicas
Tornou-se ativista sindical, empenhado na defesa dos direitos dos pescadores. Em 1974 foi eleito presidente da Casa dos Pescadores da Horta. Foi Delegado da Secretaria de Estado das Pescas e dos Serviços de Lotas e vendagem da Direção Geral das Pescas, tendo organizado as lotas nos portos do Faial, Pico e Flores.
De 1974 a 1976 fez parte da Comissão Administrativa da Junta Central das Casas dos Pescadores, tendo sido eleito, em 1975, para os órgãos sociais da Mútua dos Pescadores. Desempenhou funções em diversos órgãos sociais desta instituição, do Conselho Fiscal à Assembleia Geral. Foi eleito Presidente do Conselho Municipal da Horta.
Em 1983, a convite do secretário regional da Agricultura e Pescas, Adolfo Lima, foi a Inglaterra, Espanha e França para conhecer outras técnicas de pesca e escolher as embarcações cabinadas mais apropriadas para a reconversão da frota artesanal dos Açores.

### Influências náuticas
Em 1975 teve o primeiro encontro com Dias de Melo e é também neste ano que conhece Marcel Bardiaux. Conheceu, pessoalmente, muitos dos «aventureiros» que marcaram a história da vela no século XX, tais como: Francis Chichester e Éric Tabarly, mas é Marcel Bardiaux, o primeiro navegador solitário a passar o Cabo Horn de leste para oeste, quem exerceu maior influência sobre Genuíno Madruga, ao longo das escalas várias que fez na Horta, enquanto o pescador ia amealhando economias para concretizar o seu objetivo de circum-navegar o globo terrestRe.

### Viagens de circum-navegação e reconhecimento público
Em 1985, concluiu, na Escola Profissional de Pescas, em Lisboa, o curso de Mestre Pescador, com a classificação de “Excelente”.
Em 1999, adquiriu na Alemanha um veleiro em fibra de vidro com 11,1 metros, que batizou de “Hemingway”.
Em 2000, no dia 28 de outubro fez-se ao mar para circum-navegar o planeta a bordo do veleiro “Hemingway”. Chegou ao porto da cidade da Horta no dia 18 de maio de 2002, concretizando sua primeira volta ao mundo em veleiro solitário.
Em 2002, quando terminou a sua viagem, foi homenageado pela Assembleia Legislativa da Região Autónoma dos Açores, pelas Câmaras Municipais de vários Concelhos dos Açores, incluindo  todas as do Faial e Pico, e por outras entidades.
No dia de Portugal, em 10 de Junho de 2003 foi agraciado pelo Presidente da República Portuguesa, Jorge Sampaio, com o grau de Comendador da Ordem do Infante D. Henrique.
Entre 2003 e 2005 foi Presidente do Clube Naval da Horta.
Em 25 de agosto de 2007 partiu das Lajes do Pico para sua segunda volta ao mundo, com a difícil tarefa de cruzar, de leste para oeste, o temível Cabo Horn, extremo austral do Continente Sul-Americano.
No dia 24 de janeiro de 2008, pelas 9h (hora dos Açores) tornou-se o primeiro português a cruzar o Cabo da Ilha de Horn em solitário e o décimo homem a fazê-lo na história mundial da navegação à vela em solitário.
Em 05 de agosto de 2008, foi admitido como membro da Confraria dos Capitães do Cabo Horn do Chile.
Em 06 de junho de 2009, chegou ao Porto das Lajes do Pico, concretizando sua segunda volta ao mundo em veleiro solitário.
No dia 10 de junho, foi editado o CD “Genuíno” (2009) constituído por músicas e poesias alusivas às viagens de circum-navegação de Genuíno Madruga, entre as quais o poema propositadamente escrito por Dias de Melo, pouco antes de falecer.
Em 2011, publicou o livro O Mundo que eu Vi, que foi apresentado em diversos locais do mundo. O livro foi também editado em língua inglesa, com o título The World as I Saw It.
É sócio de diversos clubes náuticos, entre os quais o Dena Beach Yacht Club (Austrália), Yacht Club International Hemingway (Cuba), Royal Yacht Club (África do Sul).

## Obras
- O Mundo que eu Vi, Ed. Ver-Açor, Ponta Delgada (2011)
- The World as I Saw It, Ed. Ver-Açor, Ponta Delgada (2011)

## Distinções
- Comendador da Ordem do Infante D. Henrique (10/06/2003)
- Cruz de Agradecimento de 3.ª classe – Corpo Nacional de Escutas (2003)
- Membro da Confraria dos Capitães do Cabo Horn do Chile (05/08/2008)
- Sócio Honorário do Clube Naval de Rabo de Peixe
- Sócio Honorário do Clube Naval da Horta
- Medalha da Cruz Naval (25/01/2017)
- Insígnia Autonómica de Reconhecimento (10-06-2019)[8]